# Leptomerinthoprora
Leptomerinthoprora is een geslacht van rechtvleugeligen uit de familie veldsprinkhanen (Acrididae). De wetenschappelijke naam van dit geslacht is voor het eerst geldig gepubliceerd in 1905 door Rehn.

## Soorten
Het geslacht Leptomerinthoprora omvat de volgende soorten:
- Leptomerinthoprora brevipennis Rehn, 1905
- Leptomerinthoprora corticina Hebard, 1924
- Leptomerinthoprora occidentalis Rowell, 1983
- Leptomerinthoprora rubripes Rowell, 1983